# La Busdonga
Obdulia Álvarez Díaz, conocida como La Busdonga (Fuente la Plata, Oviedo, Asturias, 1896 - Gijón, 27 de enero de 1960) fue una cantante española de tonada asturiana.

## Biografía
El seudónimo de «La Busdonga» proviene del pueblo de Busdongo de Arbas en León, lugar en el que padre, de profesión ferroviario, estaba destinado. Vivió en Mieres aparte de Busdongo y a partir del año 1934 residió en Gijón. En Mieres su familia regentaba un chigre. Su madre también cantaba, y además tocaba la gaita y el tambor, y su hermano, Aurelio Álvarez El Busdongu, también la acompañaba con la gaita.
Era considerada una de las mayores voces de la tonada asturiana. Fue contemporánea de Ángel González, El Maragatu, Cuchichi, Botón, Claverol, Quin el Pescador, Santos Bandera, Miranda, El Polenchu de Gráu y Xuacu’l de Sama.
En la década de los años 20 el compositor y pianista Baldomero Fernández trabajó con ella y Ángel González, El Maragatu, de esa colaboración salieron las principales tonadas dentro de este género. Baldomero Fernández la acompañó al piano y amplió su repertorio, que también se incluían pasodobles, jotas, cuplés y flamenco. Realizó sus primeras grabaciones en 1925. Entre sus canciones se encontraban: «Pasé'l puertu Payares», «Canteros de Covadonga», «Carromateros», «Los mineros del Fondón», «Hay una línea trazada», entre otras.
En el año 1955 intervino como artista invitada en el Concurso de la canción asturiana del salón Babel, en esta ocasión la acompañaba a la gaita su hermano Aurelio «El Busdongu» y en 1956 grabó dos canciones con Laudelino Alonso para la discográfica Columbia.
Sus grabaciones han sido reeditadas en varias ocasiones, siendo en 1987 cuando se recuperaron varios de sus discos. La Busdonga se convirtió en un referente para las generaciones posteriores, interpretando sus temas cantantes como Diamantina Rodríguez, Josefina, Leonides, Maudilia, Margarita, Mariluz Cristóbal Caunedo, Anabel Santiago o Marisa Valle Roso.

## Reconocimientos
El Concurso de canción asturiana Ciudad de Oviedo creó el Premio La Busdonga para reconocer a la mejor voz femenina, siendo premiada en 2021 Lorena Corripio López.